# Senoculus prolatus
Espèce
Synonymes
- Labdacus prolatus O. Pickard-Cambridge, 1896

Senoculus prolatus est une espèce d'araignées aranéomorphes de la famille des Senoculidae.

## Distribution
Cette espèce se rencontre au Mexique et au Guatemala.

## Description
Le mâle décrit par F. O. Pickard-Cambridge en 1902 mesure 10 mm et la femelle 12 mm.

## Publication originale
- O. Pickard-Cambridge, 1896 : Arachnida. Araneida. Biologia Centrali-Americana, Zoology. London, vol. 1, p. 161-224 (texte intégral).